# 機動戦士ガンダム 第08MS小隊
『機動戦士ガンダム 第08MS小隊』（きどうせんしガンダム だいぜろはちエムエスしょうたい、英題: MOBILE SUIT GUNDAM The 08th MS Team）は、ガンダムシリーズのOVA作品。1996年から1999年にかけて全11話と後日談の特別編『ラスト・リゾート』を制作、1998年には劇場版『ミラーズ・リポート』も公開された。略称は「08小隊」、「08」。

## 概要
第08小隊は『機動戦士ガンダム』とほぼ同時期を描いた外伝作品。他のガンダムシリーズ作品よりも、戦場の生々しさやリアリティを追求した描写が特徴。そこに、理想に燃える青年士官シロー・アマダが主人公として登場することで、戦争の現実とかけ離れた彼の人物像が強烈な印象をもって対比されている。シローは軍務・倫理・色恋のはざまで迷走し、「リアル」なのは兵器のメカニック描写や戦闘のみとされ、作品自体は中村雅俊の学園青春ドラマの戦場版を想定したとのことである。
ハッピーエンドだったのかバッドエンドだったのかについてはぼかされたまま終わり、それを明らかにするのがエピローグスペシャルエピソード『ラスト・リゾート』である。また、第3巻から映像特典として、一年戦争の出来事を紹介するミニストーリー『宇宙世紀余話』が収録されている。
当初の構想では全12話完結で、当初の監督は神田武幸であったが、製作途中に体調を崩したため、第6話からは飯田馬之介が担当する。ストーリー自体は神田が考えていた筋書きに沿っているが、その後1996年7月27日に神田が急逝したため、飯田ら残されたスタッフは生前神田が書き残していたメモやプロットを元に第11話までを完成させ、第12話ではなく特別編という形で『ラスト・リゾート』を制作している。本作は神田の遺作となった。
商業的な結果については出荷ベースで前作『機動戦士ガンダム0083 STARDUST MEMORY』を上回り、全巻累計は115万本（ビデオ・LD・DVDを合算）を記録した。
角川書店からは大河内一楼による小説版、飯田馬之介による漫画版『機動戦士ガンダム第08MS小隊 U.C.0079+α』がそれぞれ刊行された。
後年にはTOKYO MX、BS-TBS、BS11、チャンネルNECO、関西テレビなどでテレビ放送された。

## 物語
本編
地球連邦軍の新米士官であるシロー・アマダ少尉は、東南アジア戦線の第08MS小隊長として配属されることになったが、地球へ向かうシャトルの窓から、ジオン公国軍のMS小隊と交戦して危機に陥る先行量産型ジムを発見する。シャトルに積載されていた先行試作型ボールで緊急出撃したシローは敵機を行動不能にするも、ジオン軍パイロットともども遭難してしまう。そのパイロット、 アイナ・サハリンと生還のために一時協力して危機を脱したシローは、アイナとお互いの名前を名乗りあって別れる。
配属された東南アジア戦線では、シローよりも古参のベテラン兵が数多く待ち受けていた。第08小隊の隊長となったシローは「自分が隊長である限り、誰も死なせない」と理想主義丸出しの訓示を行い、宇宙でシローに助けられたテリー・サンダース軍曹以外の部下から失笑を買う。しかし、その実直な態度や行動力は次第に周囲に認められていき、現地ゲリラの少女であるキキ・ロジータとの出会いをきっかけに、彼女らとの共闘体制を築くことにも成功する。
そんな中、ジオン軍がジャブロー攻略用に開発中の試作兵器「アプサラス」の存在が明らかとなり、交戦した08小隊とシローは苦戦しながらも同機を戦闘不能に追い込む。その時、アプサラスのパイロットがアイナであると知ったシローは、戦闘の最中にもかかわらず彼女に「好きだ!」と呼びかける。ヒマラヤ山中に機体が墜落したことでまたも遭難した2人は愛を告白し合い、連邦もジオンも関係なく同じ人間として分かりあえるという理想を共有する。
しかし、そんなシローの思いを理解できない連邦軍上層部は彼にスパイ容疑をかけ、08小隊を敵の本陣である鉱山基地ラサの攻略戦送りにしてしまう。一方、アイナの兄でアプサラスの開発者であるギニアスも、連邦との和解を訴えるアイナに疑念と憎悪を募らせる。そして、アプサラスIII完成という妄執に取り憑かれたギニアスが関係者全員を謀殺し、完成した同機で出撃したことによって、事態はラサを包囲する連邦軍との睨み合いに発展してしまう。シローはアイナを助けるために連邦軍を抜ける覚悟を決め、単独でガンダムEz8を駆ってアプサラスIIIに立ち向かう。
特別編「ラスト・リゾート」
シローはアイナとともにアプサラスIIIの撃破に成功したが、ギニアスが死の寸前に放ったメガ粒子砲にガンダムEz8ごと巻き込まれて相打ちとなり、生死不明となっていた。その後、一年戦争の終戦に伴って08小隊は解体され、隊員はそれぞれ別々の任地に配属された。その中の1人であるミケル・ニノリッチは、他の隊員たちからシローの捜索を託され、連邦軍を除隊してキキと共にシローを探す旅を続けていた。
ある日、放棄されたコムサイの中で野宿したミケルとキキは、現地で生活する7人の孤児たちに捕らわれる。孤児たちを率いる少年が語るところによると、自分たちはジオンのフラナガン機関から脱走してきた少年兵であり、自分たちが戦争に利用されることを嫌って脱出してきたのだという。やがて、孤児たちがある少女の遺体を埋葬しようとしているのを見つけた2人は、死んだ少女がアイナ、リーダーの少年がシローという名前であることを知る。詳細を尋ねると、かつて本物のシローとアイナがここを訪れた際、孤児たちに08小隊のメンバーと同じ名前をつけ、宇宙から来たばかりで何もわからない彼らに生活の知恵を授けたということだった。そして、シローとアイナも自分たちが新たな生活を送る決意として、自分たちの墓をここに作ったのだという。
まもなく、シローたちが北にいるという情報を得たミケルとキキは、河を下ってとある湖のほとりに辿り着く。そこには、左足を失いながらも平和な生活を送るシローと、彼の子供を身ごもったアイナがおり、穏やかな笑顔でミケルとキキを迎えるのだった。

## 登場人物
シロー・アマダ
声 - 檜山修之
本作品の主人公。極東方面軍所属機械化混成大隊（コジマ大隊）所属の第08MS小隊の隊長。階級は少尉。
アイナ・サハリン
声 - 井上喜久子
本作のヒロイン。ジオンの名門サハリン家再興のため、技術士官である兄ギニアスを献身的に支える健気で優しい女性。

## 登場兵器
モビルスーツやモビルアーマーなど機動兵器に分類されるものは
それ以外のものについては
一年戦争において連邦軍が勢いを伸ばし始めた頃が舞台であり、登場する兵器もモビルスーツ (MS) だけに偏らず、テレビシリーズ『機動戦士ガンダム』に登場した一見奇抜な兵器をもリメイクして登場させている。
MSがあくまで一兵器として扱われるのは、ガンダムシリーズ全体を通しての特徴であるが、本作ではその傾向がことさら強い。特に、主人公の乗機は大抵強力な特別機なのが通例なところを、本作では量産機やその改造機を主人公が駆っている。それ以外のメカ描写も細部まで技術考証が徹底された。
一方で、テレビシリーズでは後半（29、30話）に初登場するジムが、10話前後に相当する時期に宇宙で配備されていたり、東南アジアに連邦軍の先行量産型MS大隊がすでに存在していたりと、従来の設定よりも連邦軍のMS配備を大幅に前倒しした作品となった。この件の理屈付けには制作側もやや難儀した。結局、陸上のRX-79[G]、RGM-79[G]に関しては「非常に限られた機体とその部品がごく一部の部隊に配備されたのみ」とされ、宇宙用のRGM-79Eは「たまたまジャブロー以外、宇宙のどこかにも工場があってそこで造られた機体が偵察部隊的に使われたもので、ファーストの画面にはたまたま登場しなかった」と説明された。ただ、設定の確定に時間を要したために、主人公メカであるRX-79[G]の愛称は各種メディア上で二転三転している。詳しくは陸戦型ガンダムを参照のこと。

## スタッフ
- 企画 - サンライズ
- 原作 - 矢立肇、富野由悠季
- キャラクターデザイン - 川元利浩
- ゲストキャラクターデザイン - 門智昭[14]
- メカニカルデザイン - 大河原邦男、カトキハジメ、山根公利
- 美術監督 - 池田繁美
- 撮影監督 - 谷口久美子
- 音楽 - 田中公平
- 音響監督 - 浦上靖夫
- 監督 - 神田武幸[15]、飯田馬之介[16]、森邦宏[14]、仕舞屋鉄[14]
- プロデューサー - 望月真人[15]、植田益朗[17]（サンライズ）、寺田将人[18]、池口和彦[19]、湯川淳[19]、久保聡[20]（バンダイビジュアル）
- 製作 - サンライズ、バンダイビジュアル

## 主題歌
オープニングテーマ - 「嵐の中で輝いて」
作詞 - 渡辺なつみ / 作曲 - 夢野真音 / 編曲 - 見良津健雄 / 歌 - 米倉千尋 （キングレコード）
『ラスト・リゾート』ではエンディングテーマとして使用。
エンディングテーマ - 「10 YEARS AFTER」
作詞 - 朝倉京子 / 作曲 - 三浦一年 / 編曲 - 見良津健雄 / 歌 - 米倉千尋 （キングレコード）
挿入歌 - 「未来の二人に」
作詞 - 工藤哲雄 / 作曲 - 都志見隆 / 編曲 - CHOKKAKU / 歌 - 米倉千尋 （キングレコード）
第11話エンディングテーマ - 「未来の二人に（Acoustic Version）」
作詞 - 工藤哲雄 / 作曲 - 都志見隆 / 編曲 - 亀田誠治 / 歌 - 米倉千尋 （キングレコード）
劇場版テーマソング - 「永遠の扉」
作詞 - 渡辺なつみ / 作曲 - 鵜島仁文 / 編曲 - 見良津健雄 / 歌 - 米倉千尋 （キングレコード）

## 各話リスト
| 話数   | 発売日          | サブタイトル         | 脚本                        | 絵コンテ           | 演出       | 作画監督                                      | メカニカル 作画監督 |
| ------ | --------------- | -------------------- | --------------------------- | ------------------ | ---------- | --------------------------------------------- | ------------------- |
| 第1話  | 1996年 1月25日  | 二人だけの戦争       | 桶谷顕                      | 横山裕一郎         | 西森章     | 杉浦幸次                                      |                     |
| 第2話  | 1996年 1月25日  | 密林のガンダム       | 桶谷顕                      | 芦沢剛史           | 芦沢剛史   | 横山彰利                                      |                     |
| 第3話  | 3月25日         | 信頼への限界時間（） | 桶谷顕                      | 西森章             | 西森章     | 吉田徹                                        |                     |
| 第4話  | 10月25日        | 頭上の悪魔           | 桶谷顕                      | 西森章             | 日高政光   | 杉浦幸次                                      | 津野田勝敏          |
| 第5話  | 11月25日        | 破られた待機命令     | 桶谷顕                      | 横山裕一郎         | 加瀬充子   | 吉田徹                                        |                     |
| 第6話  | 12月18日        | 熱砂戦線             | 桶谷顕                      | 飯田馬之介         | 飯田馬之介 | 横山彰利                                      | 津野田勝敏          |
| 第7話  | 1997年 10月25日 | 再会                 | 桶谷顕                      | 飯田馬之介         | 加瀬充子   | 杉浦幸次                                      | 吉田徹              |
| 第8話  | 12月18日        | 軍務と理想           | 桶谷顕                      | 飯田馬之介 (GONZO) | 森邦宏     | 横山彰利 杉浦幸次                             | 津野田勝敏 吉田徹   |
| 第9話  | 1998年 2月25日  | 最前線               | 桶谷顕                      | 飯田馬之介 (GONZO) | 仕舞屋鉄   | 佐久間信一 高橋晃                             |                     |
| 第10話 | 7月25日         | 震える山（前編）     | 北嶋博明 桶谷顕（脚本原案） | 飯田馬之介 (GONZO) | 森邦宏     | 杉浦幸次（総作画監督） 横山彰利（レイアウト） | 津野田勝敏 吉田徹   |
| 第11話 | 1999年 4月25日  | 震える山（後編）     | 北嶋博明 桶谷顕（脚本原案） | 飯田馬之介 (GONZO) | 山田弘和   | 杉浦幸次                                      | 津野田勝敏          |
| 特別編 | 7月25日         | ラスト・リゾート     | 北嶋博明                    | 森邦宏 仕舞屋鉄    | 安東信悦   | 佐藤淳                                        |                     |

VHS&LD版は第1巻に2話収録でそれ以降は1話ずつ収録の全10巻+特別編、DVD版は3話ずつ収録の全4巻。
2007年には映像をHDリマスターし音声を5.1chとしたボックス版が、2011年には旧版DVDの廉価ボックス版が発売。
2013年と2015年にはBlu-rayボックス版が、2020年にはBlu-rayボックスの廉価版が発売されている。
どちらか片方のDVD版と異なり、Blu-ray版には5.1chとオリジナルのステレオ音声の両方を収録。

### 宇宙世紀余話
- 企画 - サンライズ
- 原作 - 矢立肇、富野由悠季
- ナレーション - 玄田哲章
- 監督 - アミノテツロー
- プロデューサー - 望月真人、寺田将人、真野昇、井上幸一
- 制作 - サンライズ

| 話数   | 発売日          | サブタイトル                          | イラストレーション            | 原画                                |
| ------ | --------------- | ------------------------------------- | ----------------------------- | ----------------------------------- |
| 第1話  | 1996年 10月25日 | コロニー建設（宇宙世紀の始まり）      | 池田繁美（アトリエムサ）      | 土器手司                            |
| 第2話  | 11月25日        | 一年戦争 開戦                         | 鈴木雅久                      | 土器手司                            |
| 第3話  | 12月18日        | モビルスーツ開発 ジオンの野望         | 佐藤正浩                      | 近藤高光 土器手司                   |
| 第4話  | 1997年 10月25日 | 一年戦争 オデッサ作戦                 | 岡田有章（メカマン） 佐藤仁彦 | 土器手司                            |
| 第5話  | 12月18日        | パイロット編1 シャア・アズナブル      | 甲斐政俊                      | 土器手司                            |
| 第6話  | 1998年 2月25日  | モビルスーツ開発 V作戦                | 岡本英郎                      | 土器手司 近藤高光 坂本英明          |
| 第7話  | 7月25日         | 一年戦争 星一号作戦                   | 佐藤正浩                      | 近藤高光 坂本英明                   |
| 第8話  | 1999年 4月25日  | パイロット編2 ランバ・ラル&黒い三連星 | 岡田有章（メカマン）          | 近藤高光                            |
| 第9話  | 7月25日         | モビルアーマー開発 ジオンの野望2      | 伊藤秀明 栗原正史             | 近藤高光 土器手司 湯川高光          |
| 第10話 | 7月25日         | 一年戦争 終戦                         | 南澤貞子                      | 土器手司 坂本英明 湯川高光 近藤高光 |

VHS&LD版では第3巻から第10巻までに1話ずつ、「ラスト・リゾート」に2話収録、DVDでは「ミラーズ・リポート」に全話収録。

## テレビ放送
| 放送期間                      | 放送時間                           | 放送局             | 対象地域   | 備考                  |
| ----------------------------- | ---------------------------------- | ------------------ | ---------- | --------------------- |
| 2007年2月13日 - 5月1日        | 火曜 22:29 - 23:00                 | TOKYO MX           | 東京都     | 「アニメの神様」枠    |
| 2007年2月18日 - 5月13日       | 日曜 10:30 - 11:00                 | BS-TBS             | 全国       |                       |
| 2012年12月9日 - 2013年2月17日 | 日曜 19:00 - 19:30                 | BS11               | 全国       | 「アニメ+」枠         |
| 2014年12月31日                | 水曜 11:00 - 16:30                 | チャンネルNECO     | 全国       | 一挙放送              |
| 2016年1月22日 - 4月8日        | 金曜 2:55 - 3:25（木曜深夜）       | 関西テレビ         | 関西広域圏 |                       |
| 2017年9月2日 - 9月3日         | 土曜 23:30 - 日曜 4:30（土曜深夜） | キッズステーション | 全国       | 再放送あり            |
| 2019年2月10日                 | 日曜 0:00 - 6:00                   | アニマックス       | 全国       | 1話から12話の一挙放送 |
| 2021年1月9日 - 3月27日        | 土曜 2:00 - 2:30（金曜深夜）       | BS12               | 全国       | 「アニメ26」枠        |
| 2023年10月2日 - 12月25日      | 月曜 23:00 - 23:30                 | とちぎテレビ       | 栃木県     | [ 26 ]                |

## 劇場版
機動戦士ガンダム 第08MS小隊 ミラーズ・リポート
読みは「きどうせんしガンダム だいぜろはちエムエスしょうたい ミラーズ・リポート」。
1998年8月1日に全国松竹系で公開されたアニメーション映画。『新機動戦記ガンダムW Endless Waltz 特別篇』との同時上映作品。
この2作を合わせてガンダム生誕20周年記念作品とし『GUNDAM THE MOVIE（ガンダム・ザ・ムービー）』と銘打たれている。特別前売券として、『第08MS小隊』から陸戦型ガンダムを背景にしたシローの1種、『ガンダムW』からヒイロ、デュオ、トロワ、カトル、五飛の各5種の全6種類から選べる長さ140cmのタペストリーの付いた前売りチケットが、「チケタペ（チケット・タペストリー）」として各2,800円で発売された。
OVAシリーズの第1話、および第6話から第8話を再構成し、新作シーンを加えて、新キャラクターである連邦情報官アリス・ミラーの視点からシロー・アマダの軍歴を監査するという構成となっている。作中の時系列でいうとシローがガンダムEz8を受領する直前の物語となる。

## ショートフィルム
『機動戦士ガンダム第08MS小隊 三次元との戦い』は、2013年2月22日に発売されたBDメモリアルボックスの特典ディスクに収録された約9分の短編アニメ作品。『ラスト・リゾート』から約13年半ぶりに作られた『08小隊』の映像作品である。最終決戦の地に向かう08小隊の頭上に飛来するグフ・フライトタイプとの死闘を描く。エレドアは、第5話での負傷により野戦病院送りとなっているため未登場。また、カレンは登場するがセリフはなかった。
- スタッフ
  - 監督・絵コンテ - 綿田慎也
  - 脚本 - 大河内一楼
  - 作画監督 - 千葉道徳（キャラクター） / 金世俊（メカニック）
- キャスト
  - シロー - 檜山修之
  - サンダース - 玄田哲章
  - ミケル - 優希比呂
  - ジューコフ - 石井康嗣
  - ジオン軍指揮官 - 髙階俊嗣
  - ジオン軍兵士 - 浅利遼太

## 関連作品

### 漫画
機動戦士ガンダム第08MS小隊 U.C.0079+α
読みは「きどうせんしガンダム だいぜろはちエムエスしょうたい うちゅうせいきダブルオーセブンティーナイン プラスアルファ」。
雑誌「ガンダムエース」2007年3月号より後半の監督を手がけた飯田馬之介によって執筆された漫画作品。全4巻。流れはほぼ原作と同じだが、同作者の漫画『機動戦士ガンダム 宇宙のイシュタム』の続編という形でストーリーが展開するため、エピソードや登場キャラクターが多少追加される等、原作から若干変更がされている。
飯田のブログでは2008年の4月に連載打ち切りが決まったとの告知がなされ、2009年1月号で連載は終了した。「2巻かかって6話までしか進んでいないマンガをあと6回で終わらせねばならぬ（ブログでの飯田の発言）」ため、序盤はゆっくりした展開だったのが、打ち切り決定後は早足の展開となっている。
2011年6月には、一冊に纏めた『機動戦士ガンダム第08MS小隊 U.C.0079+α Tribute』も刊行された。
第1.5話「新隊長の着任」
著:藤原ひさし / 「ホビージャパンMOOK 機動戦士ガンダム第08MS小隊ビジュアルブック 08小隊戦記1」掲載
着任するシローらを出迎えに向かう車中、カレンとエレドアが前小隊長のリタイアの原因ともなった先の戦闘を回想するストーリー。

### 小説
機動戦士ガンダム第08MS小隊
角川文庫刊、著：大河内一楼、イラスト：杉浦幸次。全3巻。ストーリーはほとんどアニメと同じだが、主人公シローがアイランドイフイッシュ出身ではなく当初からプロパガンタドラマに傾倒しているなどキャラ造形・設定が異なり、アニメや劇場版で生存したキキは物語途中で村が連邦軍の略奪に遭い、複数の連邦軍兵士から性的暴行を受ける最中に舌を咬んで自殺するという悲惨な最期を遂げるなど、主人公の前提となる設定や、物語の結末までの経緯、周囲の変化などに違いがあり、シローの心境の変化や成長も描かれている。
1. ISBN 9784044221010
2. ISBN 9784044221027
3. ISBN 9784044221034

機動戦士ガンダム第08MS小隊外伝 TRIVIAL OPERATION
読みは「きどうせんしガンダム だいぜろはちエムエスしょうたいがいでん トリヴィアル オペレーション」。
ガンダムの模型（ガンプラ、プラモデル、ジオラマ）に関連した、雑誌の連載企画、小説、フォトストーリー。後半の監督を手がけた飯田馬之介主導のもと、模型誌『電撃ホビーマガジン』にて1999年1月号から2001年7月号にかけて連載された。文：苑崎透、イラスト：宝谷幸稔。
第08MS小隊外伝を冠しているが、本編との直接的な繋がりは無い。第0話「赤いガンダム」、第1 - 2話「海に降る雪」まで連載後、正式な発表の無いまま長期休載に入っている。

### サウンドトラックCDドラマ
キングレコードより、作中使用楽曲とショート・ボイスドラマが収録されているサントラCDが発売されている。
- 機動戦士ガンダム 第08MS小隊 REPORT.1「所要時間3時間23分」（1996年6月21日発売）

出撃先で小破したシローの陸戦型ガンダムの補修にあたったシローの幼馴染ジョニー・ナカミゾ率いる整備分隊の奮戦が描かれている。本編の第3話と第4話の間に位置するストーリーとされるが、その場合第4話で描かれるサンダースの"3度目のジンクス"と矛盾が生じる。
- 機動戦士ガンダム 第08MS小隊 REPORT.2「ひとつひとつの歯車」（1996年12月21日発売）

コジマ大隊に同行取材し戦闘に巻き込まれたサイド6のジャーナリスト、ネスカ・コールマンと救援に駆け付けた08小隊メンバーとの交流が描かれている。本編の第4話と第5話の間に位置するストーリー。